# Antoine Bruguière de Sorsum
Pour les articles homonymes, voir Bruguière et Bruguières.
Compléments
- Secrétaire particulier du Roi Jérôme

Antoine André Bruguière de Sorsum (22 juin 1773 à Marseille - 7 octobre 1823 à Marseille) était un philologue, littérateur et linguiste français du XIXe siècle qui fut également secrétaire particulier du roi de Westphalie, Jérôme Bonaparte.

## Biographie

### LesAntilles
Destiné par son père, qui était négociant à Marseille, à suivre la même carrière, il dut se rendre en Guadeloupe où les affaires de sa famille nécessitaient la présence d'un agent dévoué.
Il y passa plusieurs années. Ses occupations commerciales lui laissaient le temps de se livrer à son goût beaucoup plus vif pour les sciences et la littérature. La vue de sites si variés et magnifiquement coloriés du Nouveau Monde développa chez lui l'amour de la poésie et de l'histoire naturelle.
Aussi, lorsque, après un long séjour dans cette colonie, il parcourut les îles voisines et se rendit ensuite à Cayenne : il y voyagea en naturaliste autant qu'en commerçant.
Il avait été envoyé en Guyane française chargé d'une mission importante : examiner la culture du poivre et du girofle dont le gouvernement français songeait alors à enrichir les Antilles.
Bruguière, non content de remplir l'importante mission dont il était chargé à cet égard, usa du temps qui lui restait pour pénétrer dans l'intérieur du pays. À cette époque, la flore de cette contrée pouvait passer, malgré les excursions de quelques savants, pour complètement inconnue. Ce voyage scientifique de Bruguière, consacré à l'histoire naturelle du pays, dura un an.

### Retour enmétropole
Revenu en Guadeloupe, il put y voir le contre-coup de la Révolution française, qui se fit sentir dans les Antilles. Les circonstances, loin de devenir favorables aux spéculations commerciales, compromirent gravement la liberté et la vie des colons.
Après une absence plus fructueuse pour son esprit que pour sa fortune, il quitta alors l'Amérique et débarqua à Marseille. Il manifestait un goût très prononcé pour les voyages et les travaux de l'intelligence.
Il accepta une des nombreuses places subalternes qui étaient à la disposition des administrateurs de l'armée d'Italie. En cela, il obéit à son désir de voyager plus qu'à son ambition. Il fut particulièrement attaché au général Dessoles. Lorsque ce général passa de l'armée d'Italie à celle du Rhin, Bruguière suivit son protecteur.
La paix d'Amiens lui ayant apporté quelques loisirs, il se livra à son goût pour la littérature, et particulièrement à l'étude des langues orientales.
Il accompagna Dessoles lorsque ce dernier visita l'armée des côtes et revint à Paris avec lui. Ses antécédents, ses talents et ses connaissances lui valurent dans les sociétés de la capitale et dans le cabinet des principaux hommes de lettres illustres un accueil flatteur. Fontanes l'encourager particulièrement.

### Auroyaume de Westphalie
Lorsqu'après la Campagne de Prusse (1806), on créa le royaume de Westphalie, Bruguière y fut nommé secrétaire général du ministère de la Guerre. Il échangea ce poste fort avantageux contre celui de secrétaire de cabinet, et de maître des requêtes au conseil d'État.
Ces places, qui étaient presque des sinécures, convenaient parfaitement à l'humeur de Bruguière qui, libre des soins administratifs, faisait des drames en musique et en vers (dont un  drame lyrique en vers intitulé les Captifs d'Alger, composé à Cassel) et apprit le sanskrit, langue difficile, dans la connaissance de laquelle il fit des progrès assez rapides.
Le roi Jérôme le créa baron (baron de l'Empire le 23 avril 1812), en attachant à ce titre de noblesse la terre de Sorsum (confirmation du titre de baron héréditaire le 4 mai 1816).
Les événements de 1813, en dispersant cette nouvelle cour, rendirent Bruguière à sa patrie et à la liberté.

### LaRestauration française
Il ne revint pourtant pas dans le département des Bouches-du-Rhône, où la réaction contre le gouvernement impérial était alors très vive, et il se fixa dans une jolie habitation champêtre près de Tours, où sans doute il ne regrettait pas Marseille, séjour anti-littéraire, s'il en fut jamais.
Depuis 1814, il vécut donc retiré près de Tours, s'y livrant tout entier aux jouissances littéraires, lorsque l'avènement au ministère du marquis Dessoles, en décembre 1819, le rappela dans la capitale.
L'avènement de son ancien protecteur au ministère des affaires étrangères lui fit quitter sa retraite ; et celui-ci le nomma secrétaire de l'ambassade de France au Royaume-Uni. Mais si Bruguière avait abandonné un instant les rives si riantes de la Loire, ce n'était point pour les brouillards de la Tamise : il ajourna son départ, et de reports en ajournements, il resta dans la capitale de la France jusqu'à l'époque où Dessoles donna sa démission.
La culture des lettres remplit le reste des jours de Bruguière.
L'état précaire de sa santé avait aussi contribué à le retenir à Paris. Il y resta, pour trouver le soulagement qu'on lui promettait, mais qu'il attendit en vain, et il fut enlevé à ses amis le 7 octobre 1823.
Bruguière était membre de la Société asiatique de France depuis sa fondation, et de l'Académie des sciences de Göttingen. Toutes les parties de la philologie trouvaient en lui un amateur distingué. À l'érudition proprement dite il joignait beaucoup de goût, de l'amour pour la poésie, et une certaine originalité.
Sa réputation littéraire ne put être égale au talent qu'il possédait, d'abord à cause de sa mort prématurée, mais plus encore parce qu'il apporta, dans les travaux qui faisaient le charme de sa vie, quelque chose de cette incurie avec laquelle il regarda toujours la fortune et les affaires. La vie qu'il menait à Paris et qui n'était pas complètement favorable à sa santé l'était encore moins au développement de son talent.

## Vie familiale

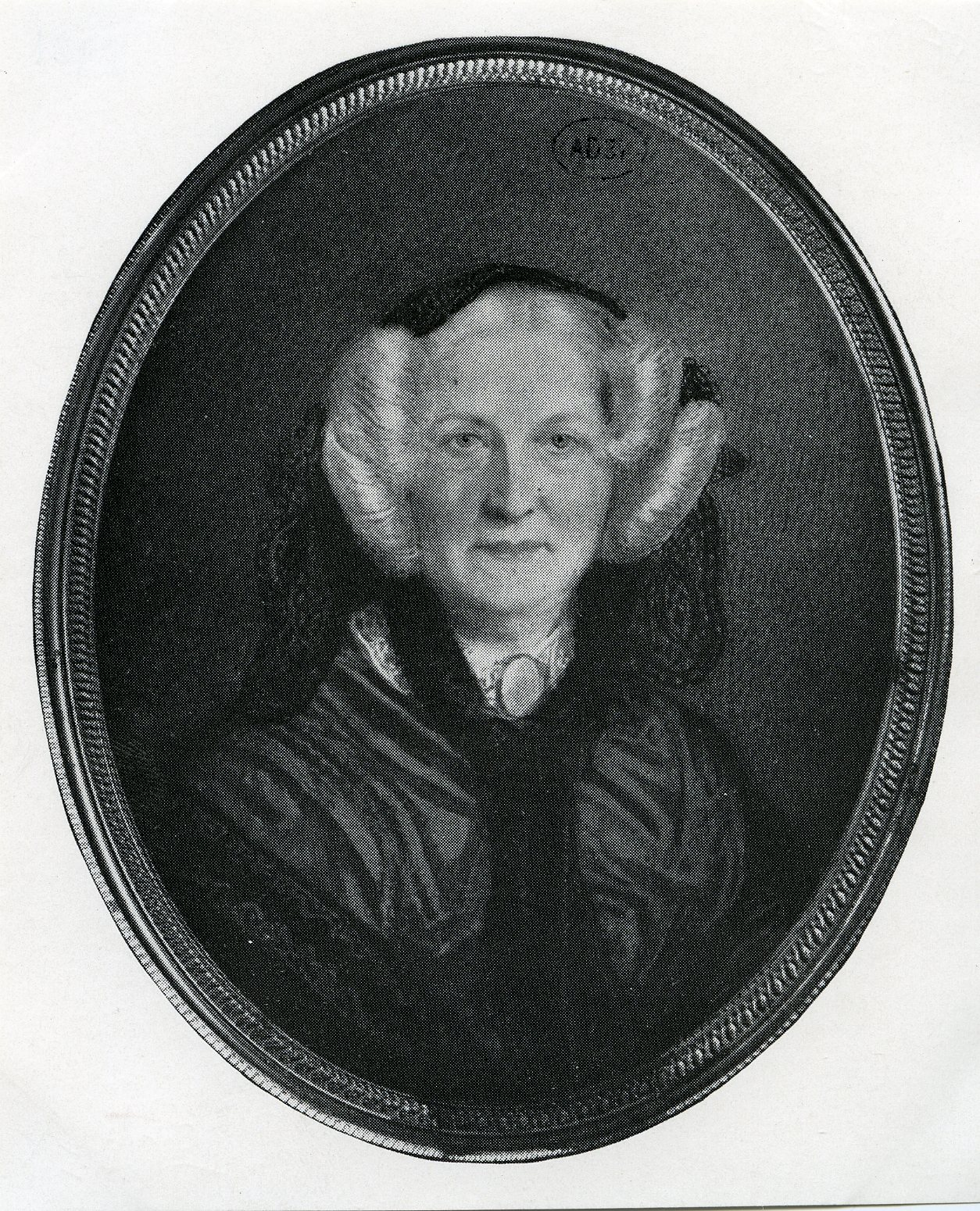
Portrait de son épouse, Adélaïde Guyon de Montlivault.

Le baron Bruguière épousa le 2 octobre 1814 Adélaïde Guyon de Montlivault (13 octobre 1790 - Blois † 1872, nièce et belle-sœur de Casimir Guyon de Montlivault), dont il eut : Marie Claire (18 août 1815 † 1843). Sa fille épousa le 11 août 1833 Côme Edmond de Marsay (1804 † 1838), dont postérité.

## Publications
Il laissa plusieurs ouvrages, entre autres :
- Le Voyageur, Paris, 1807, in-8°,

Discours en vers qui remporta le second accessit dans le concours de poésie de l'année 1807 : le prix avait été adjugé à Charles Hubert Millevoye, mais quelques critiques du temps se permirent assez à tort d'infirmer le jugement de l'académie. Le Voyageur a été réimprimé avec une traduction en vers anglais, par Ed.-Herb. Smith, Paris, 1828, in-8°.
et plusieurs traductions, notamment :
- Sakountala ou l'Anneau fatal, drame traduit du sanskrit en anglais par sir W. Jones, et de l'anglais en français, avec des notes du traducteur et une explication abrégée du système mythologique des Indiens, mise par ordre alphabétique et traduite de l'allemand de M. Forster, 1803, in-8°,

Ce titre indique assez le travail de Bruguière dans cette publication, qui eût sans doute mieux attiré les regards de la France vers l'Inde, si les événements de la guerre n'eussent détourné l'attention. C'est en 1815 seulement que les beautés supérieures de la pièce de Kalidasa commencèrent à être un peu connues hors d'un cercle très étroit d'adeptes, et que la révélation inattendue de tant de richesses dramatiques, mythologiques et philosophiques inspira en France du goût pour la langue sanscrite. Le travail de Bruguière est devenu inutile depuis que Antoine-Léonard Chézy a publié le même texte de Sakountala avec une traduction française ;
- Lao-Seng-Eul (ou le Vieillard auquel il naît un héritier), comédie chinoise, suivie de San-Iu-Leou (ou les Trois étages consacrés), conte moral, traduit du chinois en anglais par J.-F. Davis, et de l'anglais en français, avec des additions du traducteur, Paris 1819, in-8°.

Ces additions consistent en notes et en un avant-propos qui annoncent, chez Bruguière, une connaissance assez profonde de la littérature des Chinois. Cette traduction de seconde main, comme celle de Sakountala, a été la première tentative faite en France pour y donner une idée de la littérature de l'Empire céleste ; mais elle n'a pas été la dernière. Abel Rémusat avait suivi l'exemple de Bruguière, avec cette différence qu'il traduisit sur les textes, et l'on a depuis publié un assez grand nombre de nouvelles et de poésies chinoises.
- Roderick, le dernier des Goths, traduit de l'anglais de Robert Southey, Paris, 1821, 2 vol. in-12°, ou 1820, 3 vol. in-12°, sous le titre d'Œuvres poétiques de Robert Southey ;
- Chefs-d'œuvre de Shakespeare, traduits en vers blancs, en vers rimés et en prose, suivis de Poésies diverses, ouvrage incomplet et posthume, revu par Charles-Julien Lioult de Chênedollé, Paris, 1826, 2 vol. in-8°,

Bruguière se proposait de publier la traduction de toutes les œuvres de Shakespeare à la manière du Jules César, traduit par Voltaire, mais il n'a terminé la traduction que de cinq pièces et n'en a inséré que quatre dans ce recueil : La Tempête (The Tempest), Macbeth, Coriolan (Coriolanus), Le Songe d'une nuit d'été (A Midsummer Night's Dream) ;
- des Imitations ou Traductions de lord Byron et de Southey, insérées dans le Lycée français, Paris, 1819 et 1820,

On trouve de lui quelques fragments de poésie et des traductions en prose de lord Byron et de Southey dans Le Lycée français, revue littéraire publiée par Loyson, en 1819 et [1820], et qui, dans cette dernière année, se réunit à la Revue encyclopédique. Bruguière avait promis sa coopération à ce recueil, mais l'état déplorable de sa santé l'empêcha de tenir sa promesse. On peut lire sur lui deux notices : l'une dans la Revue encyclopédique (novembre 1823, signée Avenel et tirée à part), l'autre dans le Journal asiatique (série I, tome III, p. 252) ;
- Poème sur Marseille (manuscrit) ;
- Traduction du poème de Fingal (manuscrit).

## Fonctions
- Administrateur à l'armée d'Italie sous le général Dessoles, puis à celle du Rhin ;
- Secrétaire général du ministère de la Guerre du royaume de Westphalie ;
- Secrétaire de cabinet (royaume de Westphalie) ;
- Maître des requêtes au conseil d'État (royaume de Westphalie) ;
- Secrétaire de l'ambassade de France au Royaume-Uni.

## Titres
- Baron de l'Empire le 23 avril 1812 (confirmation du titre de baron héréditaire le 4 mai 1816).

## Règlement d'armoiries
« Écartelé : au I, d'azur à un cheval galopant d'argent soutenu de même ; au II du quartier des barons officiers des princes de la Maison Impériale ; au III de gueules à une harpe antique d'or ; au IV tranché d'argent sur sable à un pont de huit arches d'or brochant ; sur-le-tout d'or à une bruyère terrassée de sinople. »